# Гонте (Вербано-Кузио-Осола)
Гонте је насеље у Италији у округу Вербано-Кузио-Осола, региону Пијемонт.
Према процени из 2011. у насељу је живело 501 становника. Насеље се налази на надморској висини од 291 м.